# Mesa Chorio
Mesa Chorio (griechisch Μέσα Χωριό, türkisch İçköy) ist eine Gemeinde im Bezirk Paphos in der Republik Zypern. Bei der Volkszählung im Jahr 2021 hatte sie 868 Einwohner.

## Name
Der Ortsname stammt kommt von der Lage „innerhalb“ (griechisch μέσα mesa) der Hauptstraße Paphos–Tsadas–Polis oder weiter landeinwärts, bezogen auf die Stadt Paphos.

## Lage und Umgebung

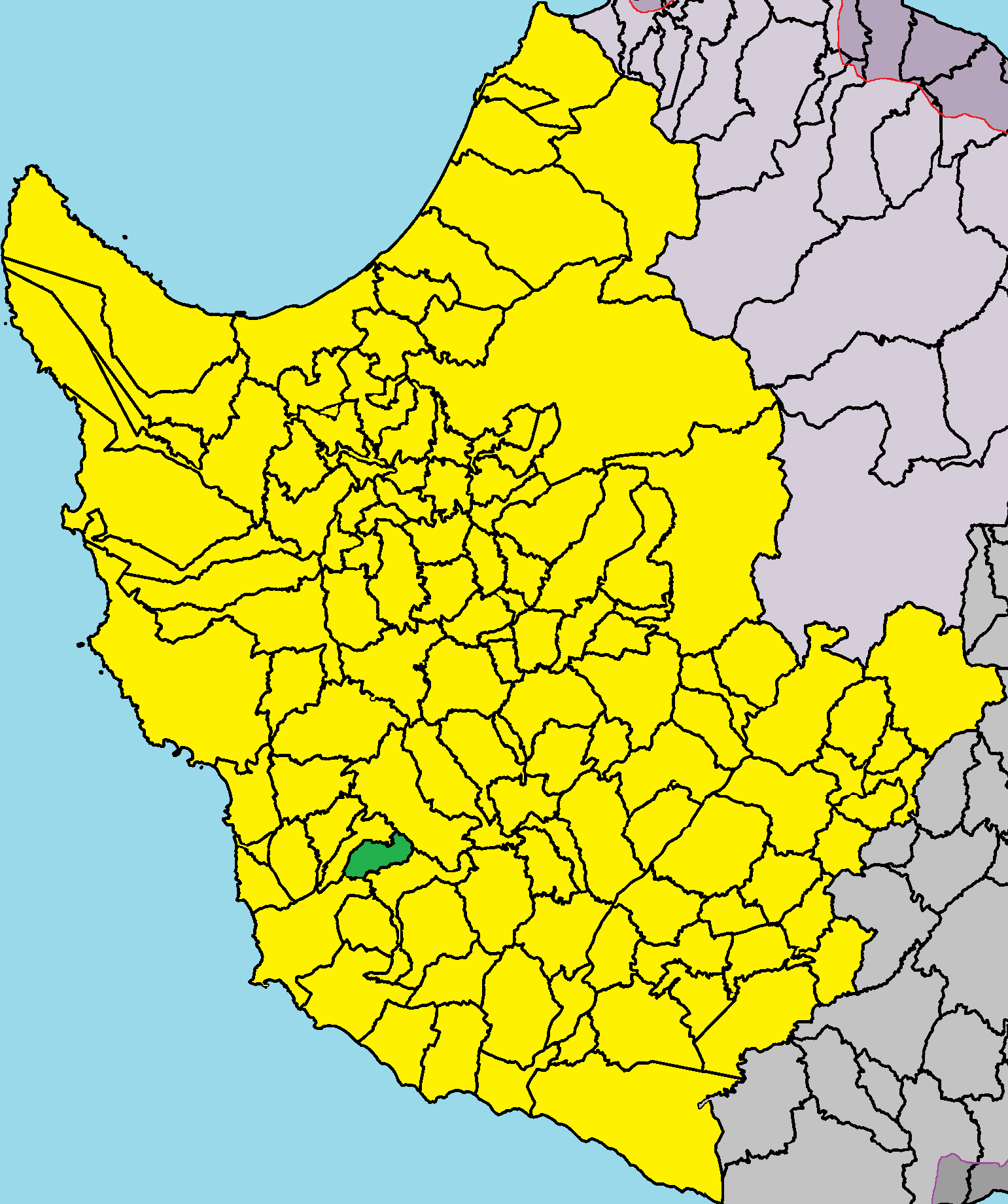
Lage im Bezirk Paphos

Mesa Chorio liegt im Westen der Mittelmeerinsel Zypern auf einer Höhe von etwa 315 Metern, etwa 8 Kilometer nordöstlich von Paphos, 70 Kilometer nordwestlich von Limassol und 156 Kilometer südwestlich von Nikosia. Das 3,98554 Quadratkilometer große Dorf grenzt im Westen und Norden an Mesogi, im Osten an Tsada und im Süden an Armou und Paphos. Das Dorf kann über die Straßen Odos Dimostheni Georgios, Odos Archiepiskopou Makarios Cʼ und kleineren Straßen erreicht werden.
Die durchschnittliche jährliche Niederschlagsmenge beträgt etwa 540 Millimeter. In der Umgebung werden Weinreben, Zitronenbäume, Mandeln, Walnüsse, Johannisbrot, Getreide, Hülsenfrüchte sowie einige Gemüsesorten und Bohnen angebaut. Geologisch betrachtet wird das Gebiet Mesa Chorios von den Ablagerungen der Lefkara-Formation (Kreide, Mergel und Keratolithe), den Ablagerungen der Pachnas-Formation (wechselnde Schichten aus Kreide, Mergel und Sandstein) und den Ablagerungen der Kannavi-Formation (Bentonite und Sandsteine) dominiert.

## Geschichte
Mesa Chorio wurde nach 1570, in den Jahren der türkischen Besatzung, gegründet. In seinem Gebiet gibt es jedoch eine archäologische Stätte, die wahrscheinlich aus prähistorischer Zeit stammt. Systematische Ausgrabungen wurden nicht durchgeführt.

### Bevölkerungsentwicklung
Die folgende Tabelle zeigt die Bevölkerung des Dorfes, wie sie in den in Zypern durchgeführten Volkszählungen erfasst wurde.
| Jahr      | 1881 | 1891 | 1901 | 1911 | 1921 | 1931 | 1946 | 1960 | 1976 | 1982 | 1992 | 2001 | 2011 | 2021 |
| Einwohner | 167  | 194  | 215  | 249  | 258  | 256  | 341  | 330  | 276  | 255  | 276  | 440  | 586  | 868  |